# Plagiobothrys linifolius
Plagiobothrys linifolius là loài thực vật có hoa trong họ Mồ hôi. Loài này được (Willd. ex Lehm.) I.M. Johnst. miêu tả khoa học đầu tiên năm 1923.